# Нижнесиндейское
Нижнесиндейское (также Нижне-Синдейское) — озеро в Гаринском городском округе Свердловской области, в 25 км севернее посёлка Новый Вагиль, в центральной части болота Озёрное. Площадь 2 км². Уровень уреза воды 75,8 м. Через озеро протекает река Синдея (левый приток реки Лозьва). Берега полностью заболочены. Водятся щука, карась, окунь.

## Данные водного реестра
По данным государственного водного реестра России относится к Иртышскому бассейновому округу, водохозяйственный участок реки — Тавда от истока и до устья, без реки Сосьва от истока до водомерного поста у деревни Морозково, речной подбассейн реки — Тобол. Речной бассейн реки — Иртыш.
Код объекта в государственном водном реестре — 14010502511111200012015.